# Bodnariwka (rejon jarmoliński)
Bodnariwka (pol. Bednarówka) – wieś na Ukrainie, w obwodzie chmielnickim, w rejonie jarmolińskim.
W XIX wieku znajdowała się w posiadaniu Maryańskich.